# Piérnigas
Piérnigas es una localidad y un municipio de España, en el partido judicial de Briviesca, provincia de Burgos, comunidad autónoma de Castilla y León. 

## Geografía
Situada al este de la Bureba en las proximidades del Santuario de Santa Casilda, tiene un área de 13,40 km² con una población de 48 habitantes (INE 2007) y una densidad de 2,39 hab/km².

### Comunicaciones
En la careretera local BU-V-5104 entre Rojas y Quintanabureba. Camino de acceso a la BU-V-5103 .

## Historia
El nombre de Piérnigas ha creado una discusión, unos dicen que viene de la derivación de "piernas", mientras que para otros de un arbusto llamado "piorno"; por eso el nombre de Piérnigas significaría campo de piornos.
Piérnigas nació el 26 de agosto del año 1066 y el Cid campeador, los agentes principales de Sancho II, el Fuerte y el abad del Monasterio de San Salvador de Oña fueron testigos de su fundación. Como había un amplio espacio entre las localidades de Rojas, Quintanabureba y Moscadera al abad le pareció establecer una población para obtener mejores rendimientos a la tierra,y la abadía poseía el lugar de Villaverde, dado por el conde don Sancho en el año 1011.
Con la alta aprobación del rey don Sancho II, Piérnigas nació en régimen de abadengo y en él perseverará hasta el siglo XIX. El abad de Oña era el dueño o señor de la villa. Mientras en Piérnigas se repartieron los documentos reales a todos los habitantes para repartir las tierras[...] se construyó una iglesia con el nombre de San Cosme y San Damián, patronos de Piérnigas.

### Villaverde
La pequeña localidad de Villaverde, fundada a finales del siglo IX, desaparece y es Piérnigas quien acoge a sus habitantes.
Villa, en la cuadrilla de Rojas, uno de los siete en que se dividía la Merindad de Bureba  que suman en total, en el año 1591, 2.491 vecinos, unos 10 000 habitantes. Perteneciente al  partido de  Bureba,  jurisdicción de abadengo ejercida por el abad del Monasterio de San Salvador de Oña quien nombra su regidor pedáneo. 
A la caída del Antiguo Régimen queda constituida en ayuntamiento constitucional del mismo nombre, en el  partido  Briviesca, región de  Castilla la Vieja. 
En el año 1843 en la localidad de Piérnigas había 36 casas en las que habitaban 72 personas.

## Monumentos y lugares de interés

### Ermita románica del siglo XII
Se han elegido -dentro de la especial abundancia y calidad de arquitectura románica de la Bureba- seis monumentos románicos de importancia: el monasterio de Rodilla y las iglesia de Navas de Bureba, Aguilar de Bureba, Valdazo, la ermita de San Martín de Piérnigas, Lences y Castil de Lences.
La ermita de San Martín se encuentra a poco más de un kilómetro del pueblo de Piérnigas. Se llegaba por un mal camino de piedras, hoy día reformado, y aunque no lo estuviera sus vistas merecen la pena.
La ermita es una de las mejores conservadas de la Bureba y tiene una gran luminosidad.
Es un edificio de una nave y cabecera con presbiterio y ábside semicircular y portada en la fachada oeste. Toda la fábrica es de excelente sillería.
Lo más destacable es, sin duda, su aniconismo radical y premeditado. Los canecillos son de nacela muy poco acentuada, los ventanales y la puerta no tienen capiteles, ni siquiera cenefas o impostas decorativas.
Todo es puramente arquitectónico. No hay otros templos así en la Bureba, pues en todos encontramos una mayor o menos presencia escultórica, en algunos casos de gran calidad.

## Demografía
Piérnigas cuenta con una población de 39 habitantes (INE 2024).
| Gráfica de evolución demográfica de Piérnigas entre 1842 y 2021 |
| |
| Población de derecho según los censos de población del INE. Población de hecho según los censos de población del INE.Entre el censo de 1930 y el anterior, aparece este municipio porque se segrega del municipio Rojas. Entre el censo de 1857 y el anterior, este municipio desaparece porque se integra en el municipio Rojas. |

### Parroquia
Iglesia católica de San Cosme y San Damián, dependiente de la parroquia de Rojas de Bureba en el Arcipestrazgo de Oca-Tirón, archidiócesis de Burgos.